# Роскош (Люблинское воеводство)
Роскош (пол. Roskosz) — деревня в Бяльском повете Люблинского воеводства Польши. Входит в состав гмины Бяла-Подляская. По данным переписи 2011 года, в деревне проживало 344 человека.

## География
Деревня расположена на востоке Польши, на левом берегу реки Клюкувки, на расстоянии приблизительно 6 километров к северу от города Бяла-Подляска, административного центра повета. Абсолютная высота — 148 метров над уровнем моря. К западу от населённого пункта проходит региональная автодорога 811.

## История
В конце XVIII века Роскош входила в состав Берестейского повета Берестейского воеводства Великого княжества Литовского. Согласно «Справочной книжке Седлецкой губернии на 1875 год» деревня входила в состав гмины Витулин Бельского уезда Седлецкой губернии. В период с 1975 по 1998 годы входила в состав Бяльскоподляского воеводства.

## Население
Демографическая структура по состоянию на 31 марта 2011 года:
|         | Всего | До трудоспособного возраста | Трудоспособного возраста | Старше трудоспособного возраста |
| ------- | ----- | --------------------------- | ------------------------ | ------------------------------- |
| Мужчины | 188   | 41                          | 139                      | 8                               |
| Женщины | 156   | 35                          | 99                       | 22                              |
| Всего   | 344   | 76                          | 238                      | 30                              |